# 캘리포니아걸

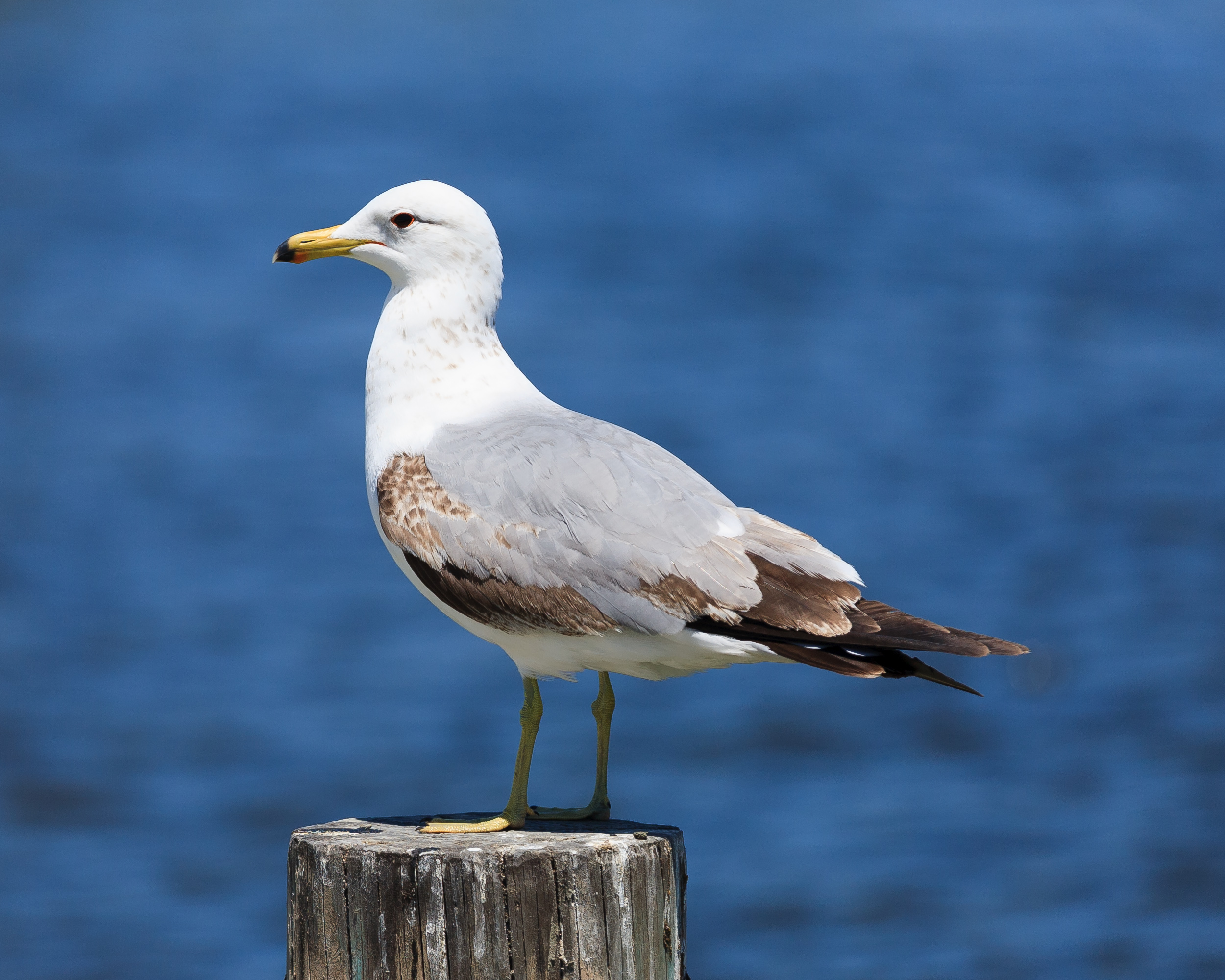

캘리포니아걸(California gull, Larus californicus)은 중간 크기의 갈매기이다.
몸 길이는 46~55 센티미터, 날개 길이는 122~137 센티미터, 신체 질량은 430~1,045 그램으로 다양하다.
철새이며 겨울에는 대부분 태평양 해안으로 건너간다. 이때 서부 캘리포니아에서 정기적으로 볼 수 있는 새는 이 새가 유일하다.
이 새는 유타주를 상징하는 새이다.

## 아종
2개의 아종이 식별된다:
- L. c. californicus Lawrence
- L. c. albertaensis Jehl